# Zawody (zbiór opowiadań)
Zawody – zbiór opowiadań autorstwa Juliusza Kadena-Bandrowskiego wydany w 1911 w Krakowie.
Drugi, po debiutanckim Niezgule, utwór autora, wydrukowany przez związane z Józefem Piłsudskim i Frakcją Rewolucyjną PPS wydawnictwo "Książka". Zbiór ma charakter społeczny i egzystencjonalny. Dotyczy pracy w kilku zawodach rzemieślniczych, pozostających w cieniu, poza głównym nurtem sporów społecznych i poza zainteresowaniem piewców praw wielkoprzemysłowego proletariatu (szewc, rzeźnik, druciarz, rakarz, czy służąca). Ludzie wykonujący te zawody żyli z reguły na peryferiach geograficznych i społecznych dużych miast.
Poruszenie niepopularnej tematyki literackiej, spowodowało pozytywne recenzje, np. ze strony Karola Irzykowskiego (talent jego ilościowo zdaje się niewyczerpalny), Adama Grzymały-Siedleckiego, czy Stefana Kołaczkowskiego. Irzykowski dostrzegł mimo tego pewne braki w zakresie jakości pisarstwa autora. Maria Dąbrowska zauważyła, że pisarz zszedł do najniższych szczebli pracującego na tej ziemi człowieka. Dał nam obrazy krótkie i bolesne jak pchnięcie noża, a tak dokładnie, jakby widziane przez powiększające szkło.
Duch zbioru pozostaje bliski reportażowi i wynika z bezpośrednich obserwacji autora. Kaden nadał mu jednak głęboko egzystencjalny charakter, ukazując się jako twórca bystry, wnikliwy i odkrywczy w zakresie dostrzegania ciemnych stron bujnie rozwijającej się cywilizacji przemysłowej. Część obserwacji zaczerpnął z własnych doświadczeń belgijskich. Temat pracy ludzkiej wszedł potem na trwałe do motywów przewodnich twórczości artysty.